# YouTube Rewind
YouTube Rewind（ユーチューブ リワインド）は、1年にYouTubeに投稿された動画を振り返るYouTube公式の企画で、2010年から2019年まで毎年行われていた。その年にアップロードされた動画の中から、様々な要素を基にランキング形式で並べ、複数のカテゴリで紹介している。また、その年に顕著な活動をした人物やヒットした楽曲を題材にして編集された動画も公開されており、動画の中には話題となったインターネット・ミームなども含まれる。

## 概要
最初のRewindは2010年に行われ、その年の最も人気のあるYouTube動画のトップ10リストが特集された。SeedwellとPortal A Interactiveの助けを借りてRewindの制作を開始、 2011年以降のRewind、およびその舞台裏映像はYouTube Spotlight（現在のYouTube公式チャンネル）にのみアップロードされている。

### 2010年
2010年12月13日、「2010 YouTube Rewind：Year in Review」というタイトルで、最初のRewindが投稿された。動画内では、前年のYouTubeで最も人気のある上位10本の動画が特集されている。

### 2011年
2011年12月20日、「YouTube Rewind 2011」がアップロードされた。この年は、フライデーの投稿によって話題を呼んだレベッカ・ブラックの特集で知られる。なお、この動画では昨年と同様に、YouTubeでその年の最も人気のある動画トップ10を特集した。

### 2012年
この年以降のRewindは、人気のあるYouTuberやミュージックビデオおよび動画、およびその年の出来事やインターネット・ミームに関するものに変更された。 
2012年12月17日、「Rewind YouTube Style 2012」が投稿された。タイトルは、同年にヒットしたPSYの「江南スタイル」のパロディである。また、この動画は「時が来たビデオほど強力なものはない。2012年の時が来たビデオほど強力なものはない。」というテキストで始まるが、これは2012年の初めに放映されたドキュメンタリー映画・「Kony 2012」の冒頭のパロディとなっている。

### 2013年

⏪記号が付いたYouTube Rewindボタンは2013年に導入された。

2013年12月11日、「YouTube Rewind：What Does 2013 Say？」が投稿された。タイトルは、同年にミュージックビデオが投稿されたYlvisの「ザ・フォックス」のパロディである。この動画では、PSYの楽曲「ジェントルマン」が使用されていたが、著作権侵害の申し立てを受けて、2015年に曲を含まない形へと変更された。YouTube Rewindボタンが初めて使用された年であるが、それ以外は2012年のRewindとほとんど同じものである。ゲストとして、ザ・トゥナイト・ショーのジミー・ファロンとザ・ルーツ、およびピューディパイが出演した。
動画の最後に、動画の投稿の5か月ほど前である同年7月16日に亡くなったYouTuberのTalia Castellanoに捧げて作られた旨が綴られた。

### 2014年
2014年12月9日、「YouTube Rewind: Turn Down for 2014」が投稿された。タイトルは、同年にミュージックビデオが投稿されたリル・ジョンの「Turn Down for What」のパロディである。この動画では、それまで以上にインターネット・ミームとトレンドが取り込まれた。
2014年版のメインテーマの一つとなったのはYouTube Rewindボタンが描かれた旗であり、この旗を持ちながらYouTuberやキャラクターが至るところを駆け巡るような光景も見られた。 例えば、Kid Presidentは テレビ番組「Last Week Tonight with John Oliver」のセットを、ビッグバードはコルベア・レポーのセットを旗を持って通った。なお、画像としてのRewindボタンは、動画の最初と最後にのみ表示された。

### 2015年
2015年12月9日、「YouTube Rewind: Now Watch Me 2015」が投稿された。タイトルは、サイレントのデビュー作「Watch Me」のパロディである。Rewindのハッシュタグ （#YouTubeRewind）が用いられたのはこの年からである。 2015年はYouTubeの設立10周年であったため、とりわけYouTubeの変遷について詳しく触れている。この動画にはマークプライヤーやキャプテンスパークレスといった、ゲーマーが多く登場し、2014年8月にリリースされたホラーゲーム「Five Nights at Freddy's」をモチーフとしたシーンもあった。
この動画では前年とは異なり、終始Rewindボタンとロゴが表示されていた。ビデオの途中でピューディパイとZoellaが登場し、2015年12月9日と書かれたスコアボードの横に映し出されるが、これはこの年に公開された「バック・トゥ・ザ・フューチャー PART2」をモチーフとしている。その後Zoellaが片方のスコアボードの日付を2005年2月19日に設定し、その後にRewindボタンをプロフィストすると、2005年から2015年にかけてバズったビデオとインターネット・ミームを表示するような映像が表示される。クレジットが流れた後、Fine Brothersやピューディパイ自身がビデオに映っているかどうかについて話し込んでいる様子が表示された。

### 2016年
2016年12月7日、「YouTube Rewind: The Ultimate 2016 Challenge」が投稿された。タイトルは、この年に急増したインターネットチャレンジに言及しているものである。この動画は、ドウェイン・ジョンソンがミニチュアのRewindボタンを示し、YouTubeのパーソナリティがPokémon GOのスタイルで「Rewind」のシンボルを探しているところから始まる。それに油圧プレスによって押しつぶされているオブジェクト、ゲーム・オブ・スローンズのHodor、ウォーターボトルフリップチャレンジ、アイーーンダンスの動きについても触れている。最後にレイト×2ショーのカープールカラオケを彷彿とさせる演出がなされ、動画が終了する。

### 2017年
2017年12月6日、「YouTube Rewind: The Shape of 2017」が投稿された。タイトルは、エド・シーランの「シェイプ・オブ・ユー」のパロディである。
この動画はは投稿後に批評家、YouTuber、視聴者からさまざまな評価を受けた。批判的な評価は特に、インターネット・ミームの乱用、人種差別発言をしたことによるピューディパイの過度な除外に向けられた。 
現在までに460万件以上の高評価を獲得しているが、その一方で低評価数が240万とそれまでのRewind以上の低評価をされたことで、これまで低評価されたYouTube動画で50位以内になった。

### 2018年
2018年12月6日に投稿された「YouTube Rewind 2018: Everyone Controls Rewind」は批評家、Youtuber、視聴者から大きな不評を買い、「史上最悪のRewind」とまで言わしめた。批判は、YouTubeとは全く関係のない有名人や人物（ウィル・スミス、ニンジャ、ジョン・オリバー、トレバー・ノアなど）の参加、スティーヴン・ホーキング、Avicii、トータルビスケット、ステファン・カール・ステファンソンといったこの1年で亡くなった人物への賛辞の欠如、 KSI対ローガン・ポール戦、大登録者戦争などの物議を醸すような行為の除外に特に挙がった。 
この動画では、動画の一部としてユーザーの意見を取り入れたが、多くの視聴者はフォートナイトやK-POPなどの動画に含まれるトレンドは大多数に人気がなく、YouTubeを視聴者とその興味に触れていないと指摘した。ザ・ヴァージの寄稿者ジュリア・アレクサンダーは、YouTube Rewindが、過去2年間にプラットフォームを悩ませてきた論争について心配している広告主をなだめるために、プラットフォームの2018年最大の瞬間を意図的に除外したことを示唆した。2月のYouTubeニュースレターで、YouTubeのCEOであるスーザン・ウォシッキーは、「私の子供たちでさえ、それをcringeyと呼んでいた」と発言し、動画がうまくいかなかったことを認めていた。
結果として前年以上の低評価が付き、300万件の高評価と比較して2000万件を超える低評価が付けられ、YouTube史上最も低評価が付けられた動画となった。一方、ピューディパイによって作られたRewind「YouTube Rewind 2018, but it's actually good」は、わずか2日でミュージックビデオを除いた最も人気のある動画となった。

### 2019年
2019年12月5日、「YouTube Rewind 2019：For The Record」が投稿された。初期の反復をより彷彿とさせる形式に戻り、2019年の話題のモンタージュを特徴としながら、いくつかのテーマ分けがされた。YouTubeの文化・トレンド責任者であるケビン・アロッカは、「この動画は今年のトレンドをより反映することを目的としている」と説明し、以前の形式ではコミュニティの体験を「本物のように表現」することが難しくなっていることを認めた。しかしながら、この動画は視聴者に対して「受動的攻撃的」または「怠惰」であると批判されている。これは、以前のRewindと同じレベルに到達しておらず、それどころかWatchMojoの動画に類似していると指摘されているためである。また、このようなフォーマットにはエネルギーと「魂」が欠けていると感じ、YouTubeが公然とより企業的であることを示していると述べた。昨年と同様に、この動画は、その年に亡くなった人物、特にEtikaとジュース・ワールドへの賛辞が不足していると批判された。しかし、一部パートにピューディパイを含めるといったように、キャストの出演には改善が見られた。

### 2020年
2020年11月12日、YouTubeは「2020年は違っていた、そんなことがなかったかのように続けるのは正しくない」と述べ、この年のRewindがないことを発表した。決定の背後にある理由として、COVID-19のパンデミックを含むこの年の出来事が強く示唆されたが、過去3回の評価が低かった結果だと推測する人も多かった。
2020年12月12日、クリエイターのミシェル・カレは、「YouTube Rewind 2020: The Musical」を投稿した。しかし、2020年6月にYouTuberを引退したジェナ・マーブルスのそっくりさんを含めることに対するファンの反発により、動画は非公開に設定された。
2021年1月1日、MrBeastによるRewind「2020年のYouTube記録を振り返ってみた！」を投稿。注目すべきインターネット・ミームに焦点を当て、 その年に亡くなったコービー・ブライアント、チャドウィック・ボーズマンに敬意を払った。

### 2021年
2021年10月7日、YouTubeはRewindの廃止を発表し、クリエイターがそのギャップを埋めてくれることへの期待を表明した。その代わりに、12月16日にEscape2021と題された24時間のライブ配信が行われ、Minecraft内でのBTSによるライブパフォーマンスや、Minecraftを専門とするYouTuberのDream、GeorgeNotFound、Aphmau、PrestonPlayz、BriannaPlayz、BeckBroJackが登場した。